# Nonea micrantha
Nonea micrantha là loài thực vật có hoa trong họ Mồ hôi. Loài này được Boiss. & Reut. mô tả khoa học đầu tiên năm 1842.